# Hirohiko Araki
Pour les articles homonymes, voir Araki.
Hirohiko Araki (荒木 飛呂彦, Araki Hirohiko), pseudonyme de Toshiyuki Araki, (荒木 利之, Araki Toshiyuki), est un dessinateur de manga japonais. Il est né le 7 juin 1960 à Sendai dans la préfecture de Miyagi, au Japon.
Il est principalement connu pour être l'auteur du manga JoJo's Bizarre Adventure.

## Biographie
Hirohiko Araki est né le 7 juin 1960 à Sendai. Il y passe sa jeunesse avec ses parents et ses deux sœurs jumelles. Ces dernières l'auront, malgré elles, poussé à devenir mangaka en monopolisant l'attention de leurs parents au détriment du jeune enfant, qui va alors s'isoler et se découvrir une passion pour les mangas. Il réalise son premier manga vers l'âge de 10 ans, puis, encouragé par ses camarades d'école qui louent ses talents de dessinateur, il présente pour la première fois ses planches à des éditeurs à l'âge de 15 ans. Il arrête ses études à 20 ans pour devenir mangaka professionnel.
Il a fait ses débuts sous le nom Toshiyuki Araki (荒木 利之, Araki Toshiyuki) en 1980. Il publie un one-shot dans le magazine Weekly Shōnen Jump intitulé Busou poker (武装ポーカー) en janvier 1981,, et remporte la deuxième place du Prix Tezuka[source insuffisante]. Il publie ensuite les one-shot Outlaw Man (アウトロー・マン) et Virginia ni yoroshiku (バージニアによろしく).
Il sérialise Ma Shōnen B.T. (魔少年ビーティー) dans le magazine Weekly Shōnen Jump entre décembre 1982 et novembre 1983, puis Baoh le visiteur (バオー来訪者) entre octobre 1984 et février 1985 — publié en 2 tankōbon en 1985 et adapté en OAV par les studios d'animation Pierrot en 1989 — et publie également deux chapitres de Gorgeous Irene (ゴージャス☆アイリン) dans le magazine Super Jump en 1985 et 1986.
À partir de 1987, Araki commence la saga JoJo's Bizarre Adventure (ジョジョの奇妙な冒険) dans Weekly Shōnen Jump. Entre août 1987 et août 1988, publication de Phantom Blood (ファントムブラッド). Entre octobre 1988 et 1989, Battle Tendency (戦闘潮流, Sentō chōryū). Entre décembre 1989 et août 1992, Stardust Crusaders (スターダストクルセイダース). Entre novembre 1992 et mars 1996, Diamond is Unbreakable (ダイヤモンドは砕けない). Entre mai 1996 et avril 1999, Golden Wind (黄金の風). Entre janvier 2000 et avril 2003, Stone Ocean (ストーンオーシャン). Cet ensemble en 6 parties forme un tout cohérent au sein d'une même chronologie.
Entre 1989 et 2003, Araki écrit des scénarios illustrés par son assistant Hirohisa Onikubo (鬼窪 浩久), publié sous forme de one-shot manga dans le magazine Super Jump sur des personnalités excentriques Henjin Henkutsu Retsuden (変人偏屈列伝) — republié en 2012 dans Manga Allman : en 1989, sur l'ingénieur et scientifique Nikola Tesla ; en 2001, sur le joueur de baseball Ty Cobb ; en 2002, sur les Frères Collyer ; en 2003, sur le producteur Yoshio Kō, sur Typhoid Mary et sur la Mystérieuse Maison Winchester.
Toujours dans la saga Jojo, à partir de 2004 dans Weekly Shōnen Jump avant de passer dans Ultra Jump en 2005, l'auteur publie Steel Ball Run (スティール・ボール・ラン) jusqu'en 2011. L'histoire se déroule dans un univers alternatif, dans les Amériques de 1890. À partir de 2011, il commence JoJolion (ジョジョリオン) dans Ultra Jump, qui s'achève en août 2021.
L'auteur publie également des histoires en dehors de Jojo. Le recueil d'histoires courtes Shikei shikkōchū datsugoku shinkōchū (死刑執行中脱獄進行中) en 1999. Il réalise aussi des partenariats prestigieux avec Rohan au Louvre (岸辺露伴ルーヴルへ行く) en 2010 dans la collection du Musée du Louvre ou avec Jolyne, Gucci de Tobu (徐倫、GUCCIで飛ぶ) pour la marque Gucci en 2013 ; l'auteur est passionné de mode vestimentaire et habille ses personnages avec chic. Il débute ensuite la 9e partie de son manga, The JOJOLands, en février 2023 et qui est actuellement en cours dans l'Ultra Jump.
En 2021, les éditions Shueisha lancent le prix "Hirohiko Araki" afin de récompenser un jeune mangaka qui aura droit à une publication dans le magazine Ultra Jump.

## Œuvres
- 1978 : The Bottle (ザ・ボトル, Za Botoru), prépublié dans le magazine Weekly Shōnen Jump[17].
- 1980 : Poker armé (武装ポーカー, Busō pōkā?), prépublié dans le magazine Weekly Shōnen Jump[18].
- 1981 : Outlaw Man (アウトロー・マン, Autorō man?), prépublié dans le magazine Weekly Shônen Jump[19],[20].
- 1982 : Dis bonjour à Virginia (バージニアによろしく, Bājinia ni yoroshiku?), prépublié dans le magazine Weekly Shônen Jump[21].
- 1983 : Magical B.T. (魔少年ビーティー, Ma shōnen bītī?), prépublié dans le magazine Weekly Shônen Jump sous le nom Cool Shock BT[22] ou dans le magazine Fresh Jump (フレッシュジャンプ, Furesshujanpu?)[23] ; 1 volume publié chez Shūeisha[BU 1].
- 1984 : Baoh le visiteur (バオー来訪者, Baō raihō-sha?), prépublié dans le magazine Weekly Shōnen Jump ; 2 volumes publiés chez Shūeisha[BU 2].
- 1985-1986 : Gorgeous Irene (ゴージャス☆アイリン, Gōjasu ★ Airin?), prépublié dans le magazine Monthly Shōnen Jump ; 1 volume publié chez Shūeisha[BU 3].
- JoJo's Bizarre Adventure (ジョジョの奇妙な冒険?), prépublié dans les magazines Weekly Shōnen Jump puis Ultra Jump[BU 4]. :
  - 1987 : Phantom Blood (ファントムブラッド, Fantomuburaddo?) ; 5 volumes publiés chez Shūeisha[BU 5].
  - 1988 : Battle Tendency (戦闘潮流, Sentō chōryū?) ; 7 volumes publiés chez Shūeisha[BU 6].
  - 1989 : Stardust Crusaders (スターダストクルセイダース, Sutādasuto kuruseidāsu?) ; 16 volumes publiés chez Shūeisha[BU 7].
  - 1992 : Diamond is Unbreakable (ダイヤモンドは砕けない, Daiyamondo wa kudakenai?) ; 18 volumes publiés chez Shūeisha[BU 8].
  - 1996 : Golden Wind (黄金の風, Kogane no kaze?) ; 17 volumes publiés chez Shūeisha[BU 9].
  - 2000 : Stone Ocean (ストーンオーシャン, Sutōn'ōshan?) ; 17 volumes publiés chez Shūeisha[BU 10].
  - 2004 : Steel Ball Run (スティール・ボール・ラン, Sutīru bōru ran?) ; 24 volumes publiés chez Shūeisha[BU 11].
  - 2011 : JoJolion (ジョジョリオン, Jojorion?) ; 27 volumes publiés chez Shūeisha[BU 12].
  - 2023 : The JOJOLands (ザ・ジョジョランズ, Za JoJoranzu?)
- 1996 : Dolce, and His Master (ドルチ ～ダイ・ハード・ザ・キャット～, Doruchi Dai Hādo Za Kyatto?) ; prépublié dans le magazine Allman.
- 1997 : Thus Spoke Kishibe Rohan (岸辺露伴は動かない, Kishibe Rohan wa ugokanai?), prépublié dans le magazine Weekly Shônen Jump puis Jump SQ ; 2 volumes publiés chez Shūeisha[BU 13].
- 1999 : Under Execution, Under Jailbreak (死刑執行中脱獄進行中, Shikei shikkōchū datsugoku shinkōchū?), prépublié dans le magazine Manga Allman ; 1 volume publié chez Shūeisha[BU 14].
- 1999 : Deadman's Questions (デッドマンズQ, Deddomanzu Kuesuchonzu?) ; prépublié dans le magazine Allman.
- 2002 : Oingo to boingo kyōdai dai bōken (オインゴとボインゴ兄弟大冒険?) ; 1 volume publié chez Shūeisha[BU 15].
- 2004 : Henjin henkutsu retsuden (変人偏屈列伝?), prépublié dans le magazine Ultra Jump ; 1 volume publié chez Shūeisha[BU 16],[24].
- 2010 : Rohan au Louvre (岸辺露伴ルーヴルへ行く?), prépublié dans le magazine Ultra Jump ; 1 volume publié chez Shūeisha[BU 17].
- 2013 : Jolyne, Gucci de Tobu (徐倫、GUCCIで飛ぶ?), prépublié dans le magazine Spur ; 1 volume publié chez Shūeisha[BU 18].

### Collectif
- 2002 : Adidas Manga Fever (アディダスマンガフィーバー, Adidasu manga fībā?) ; 1 volume publié chez Asuka Shinsha[BU 19].
- 2006 : Chō kochikame (超こち亀?) ; 1 volume publié chez Shūeisha[BU 20].

### Artbook
- 1993 : JoJo 6251[25]
- 2000 : JOJO A-GO!GO! (ジョジョ　ア　ゴー　ゴー, Jojo A Gō Gō?)[26]
- 2012 : HIROHIKO ARAKI WORKS 1981-2012[27]
- 2012 : JOJOmenon[28]
- 2013 : Jojoveller[29]
- 2017 : Hirohiko Araki JoJo Exhibition 2017[30]
- 2018 : Hirohiko Araki JoJo Exhibition: Ripples of Adventure Catalog (荒木飛呂彦原画展 JOJO 冒険の波紋 公式図録)[31]
- 2019 : JOJOnicle HIROHIKO ARAKI JOJO EXHIBITION: RIPPLES OF ADVENTURE Chronicle[32]

## Analyse

### Conception
Pour Araki, l'essence même d'un manga réside dans son héros. Le héros doit marquer la mémoire et l'esprit du lecteur. Si, au contraire, il donne une impression de déjà-vu, Araki considère que le manga est raté.

### Technique
Araki réalise toutes ses planches à la main. Après l'esquisse, il dessine à la plume et à l'encre de Chine. Il rajoute ensuite plusieurs couches d'acrylique. Il ne dessine que les personnages ; son équipe d'assistants est chargé des décors et des paysages.
Araki explique que le trait dans les manga est plus nerveux que dans la BD européenne ou américaine où les dessins sont plus « arrondis ».

### Inspiration
L'auteur utilise une large palette de couleurs et revendique un intérêt pour Paul Gauguin. Il se réclame du maniérisme et s'inspire de Michel-Ange pour les poses de ses personnages ainsi que de Egon Schiele et Gustav Klimt. Il fait également au manga Babel II, de Mitsuteru Yokoyama, référence aux travaux du mangaka Buronson . Ainsi, l'esthétique des trois premières parties peut être comparée à celle de Hokuto no Ken. Néanmoins, Araki passera de personnages virils et musclés dans les trois premières parties à des archétypes plus fins et androgynes. Araki est styliste de formation, il a été inspiré par les codes de la mode, en particulier par les postures atypiques prises par les mannequins, qui se retrouvent dans le manga (planches surnommées affectueusement par les fans « Jojo Poses »).  Par exemple, des dessins d'Araki se rapprochent du travail d'illustrateur d'Antonio Lopez ou de Tony Viramontes (en).
Par ailleurs, Hirohiko Araki a été fortement influencé par la culture populaire occidentale, en particulier la musique et le cinéma. Ainsi, les noms des Stands sont généralement des noms de musiciens occidentaux, comme le nom de certains personnages comme Dio ou AC/DC. De plus, certains personnages sont directement inspirés d’œuvre cinématographiques occidentale. Ainsi dans la partie 3, le personnage de Jotaro est une relecture de certains personnages joués par Clint Eastwood (Dirty Harry ou Blondin) alors que DIO est inspiré de Blade Runner. 
Enfin, Araki est imprégné de culture chrétienne, d'un point de vue esthétique mais également thématique. En effet le thème religieux affleure dans l’œuvre d'Araki, en particulier dans les Parts 5 et 6 (où l'enjeu est d'atteindre le « Paradis ») et 7 (où Jésus lui même est présent). Les thèmes du destin et de la fatalité sont également abordés dans ces parties.  

### Style
Avec son style baroque, l'auteur se démarque de la concurrence auprès de son lectorat en ne collant pas aux références du genre.

### Nationalité de ses personnages
Au Japon, il est de tradition que les héros de shōnen soient japonais. Araki souhaitait briser cette coutume, en attribuant à ses personnages la nationalité des pays où se déroule l'histoire. Quelques exemples dans le shōnen / seinen Jojo's Bizarre Adventure : Jonathan Joestar (Partie 1 : Phantom Blood) est anglais, son petit-fils Joseph Joestar (Partie 2 : Battle Tendency) est aussi anglais, les membres de la famille Zeppeli (Partie 1 : Phantom Blood, Partie 2 : Battle Tendency & Partie 7 : Steel Ball Run) qui sont italiens, ou encore Jean-Pierre Polnareff (Partie 3 : Stardust Crusaders) qui est français. Néanmoins on retrouve beaucoup de personnages japonais : Kujo Jotaro (Partie 3 : Stardust Crusaders), Higashikata Josuke (Partie 4 : Diamond Is Unbreakable), ou encore certains aïeux de la famille Joestar. Araki considérait qu'il n'y avait pas lieu de faire la différence entre les personnages et leurs origines, car des thèmes récurrents dans ses mangas, comme l'amour et le courage étaient largement universels et unificateurs.

## Expositions
- Jojo in Paris, avril 2003, galerie Vedovi, Paris[43],[44],[45]